# ساری (پوشاک)

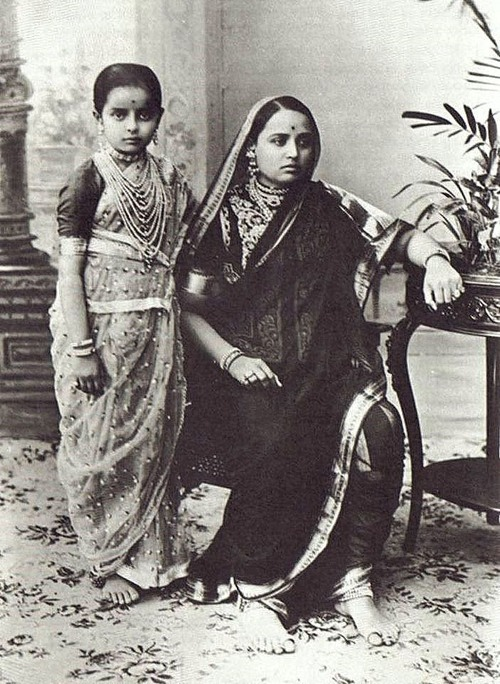
مادر و فرزندی که ساری به تن کرده‌اند.

ساری نواری از پارچه دوخته نشده است در طیف نارنجی که امروزه همه رنگ آن موجود است که بین ۴ تا ۹ متر طول دارد و به شیوه‌های گوناگون دور بدن پیچیده می‌شود. این پوشاک در هند، بنگلادش، نپال، سری‌لانکا، بوتان، برمه و مالزی محبوب می‌باشد. این پوشش همچنین در ایران دوره قبل اسلام رایج بوده و این پوشش را پوشش زرتشتی می‌نامند. معمول‌ترین شیوه پوشیدن ساری پیچیدن آن به دور کمر است و سر دیگر آن به صورتی از شانه می‌گذرد که میان‌تنه را لخت می‌گذارد. ساری لباسی است درکل از هندوستان تا مرزهای آسیای غربی که عمداتاً به رنگ‌های زرد و نارنجی بوده واسم این جامه از آن گرفته شده است.

## نگارخانه

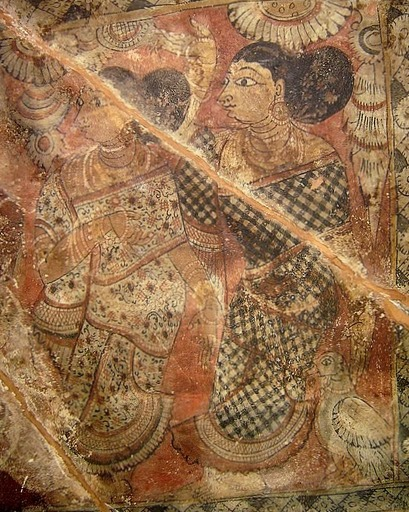
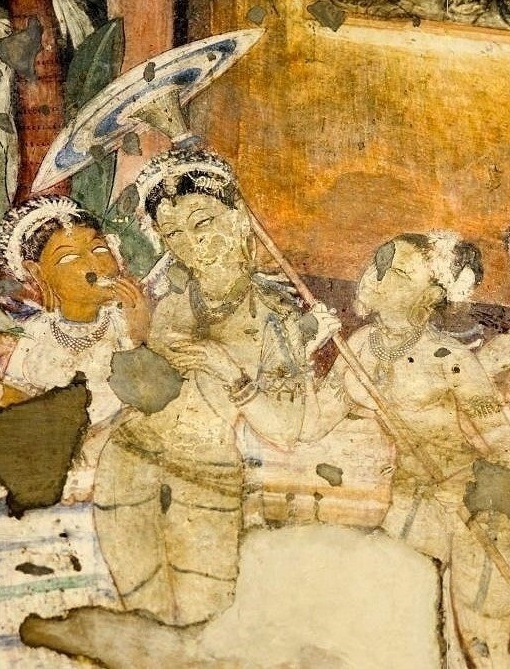
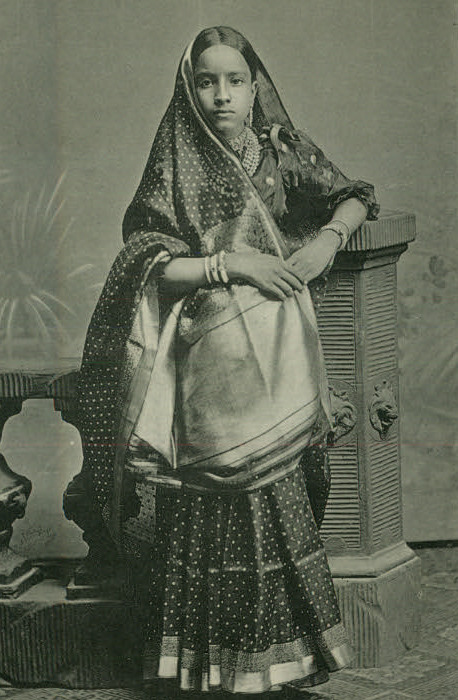
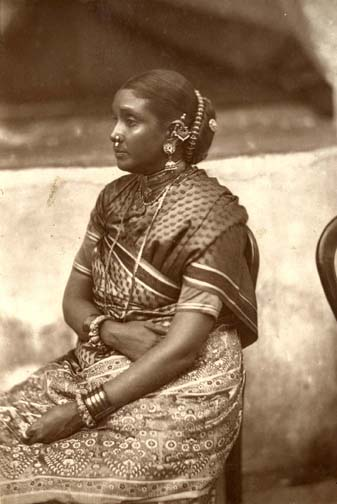
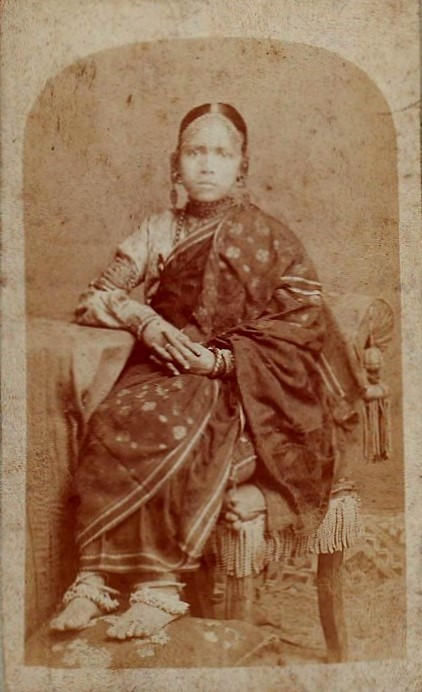
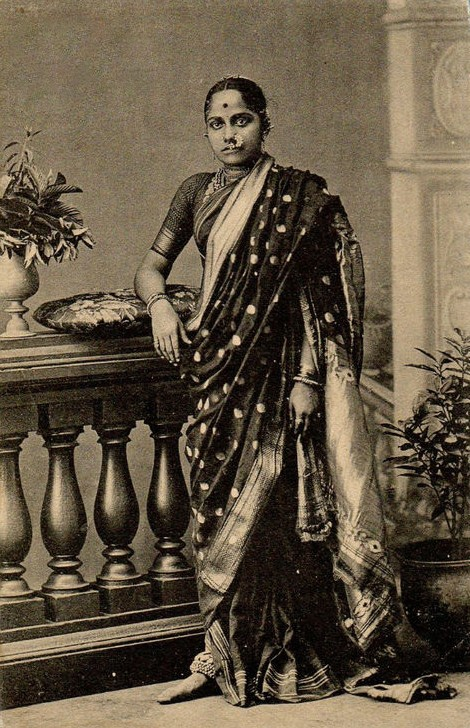
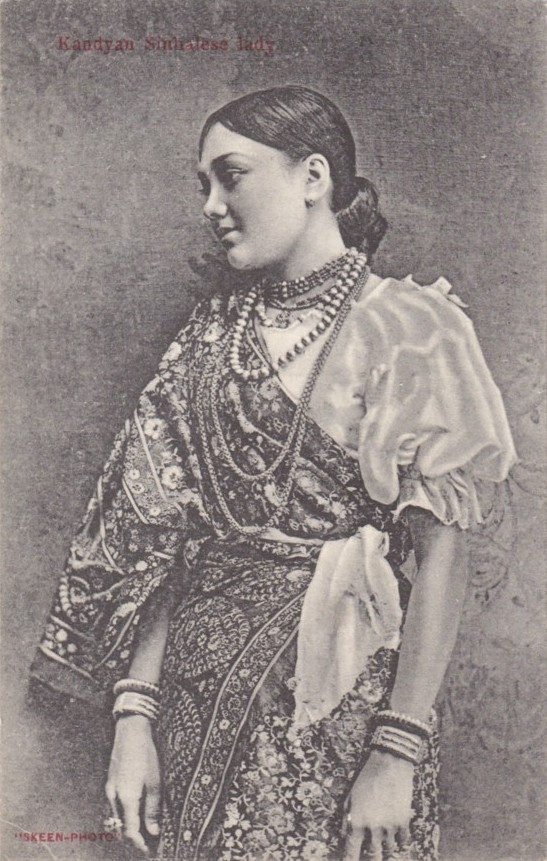
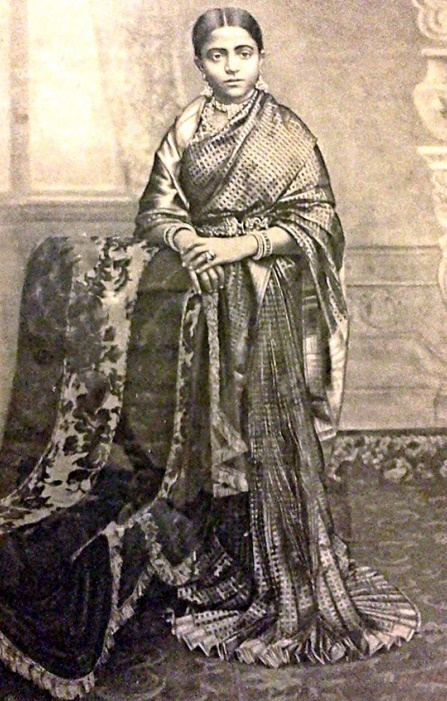
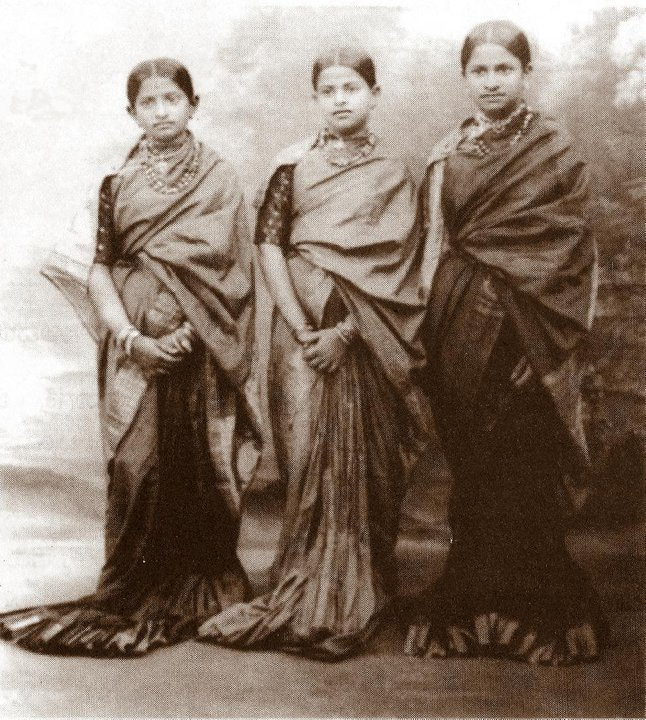
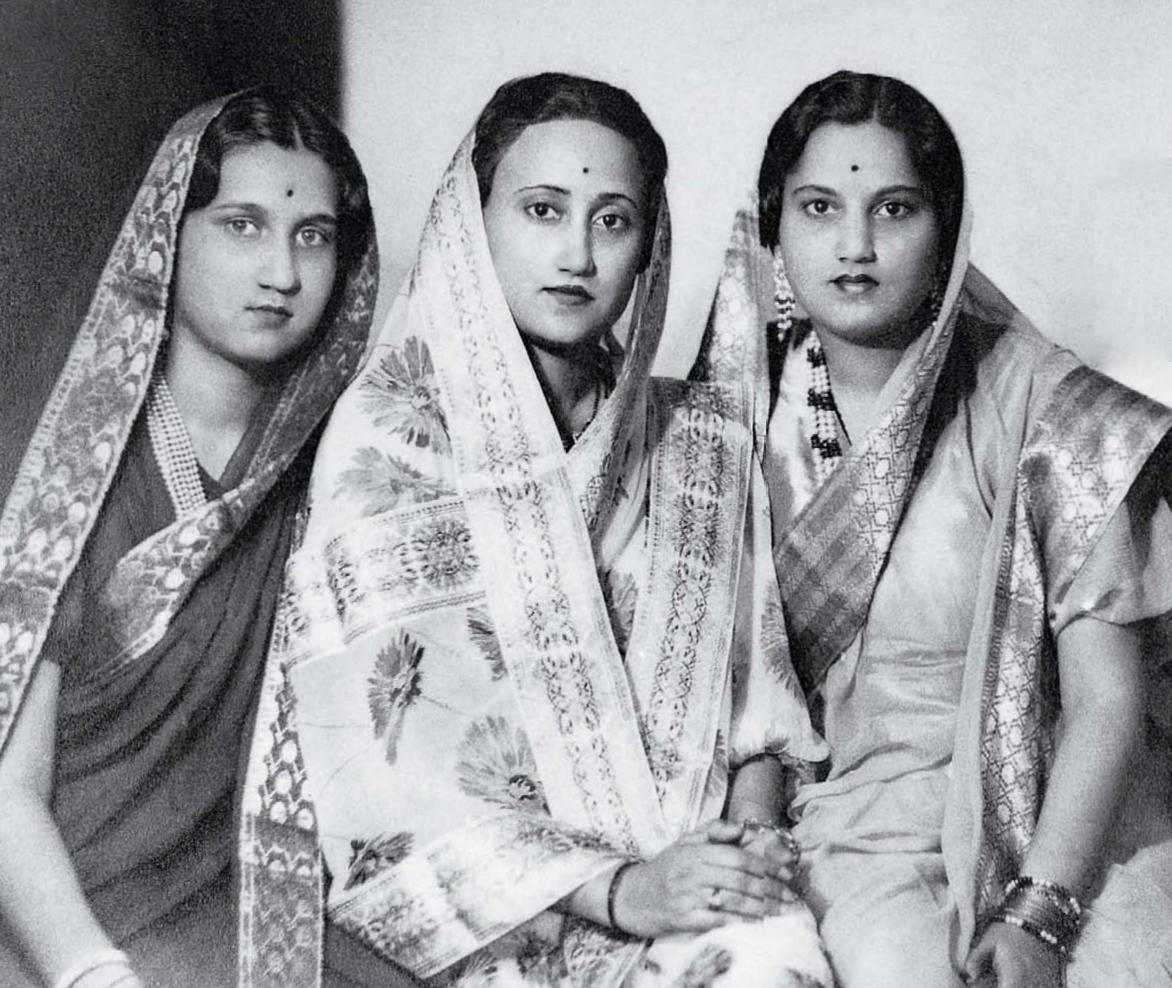
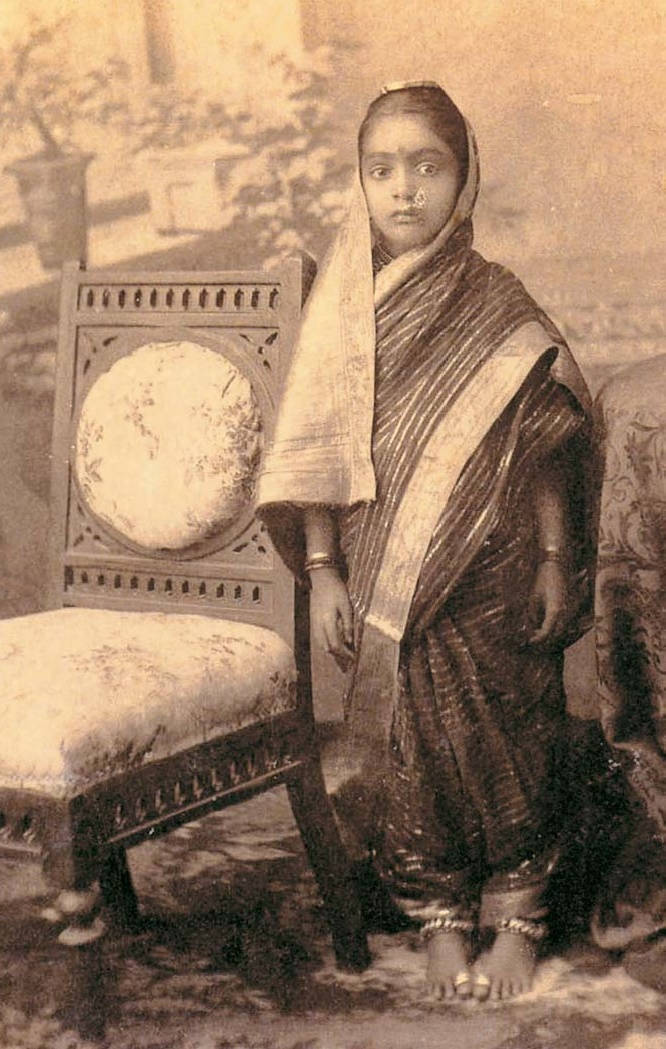
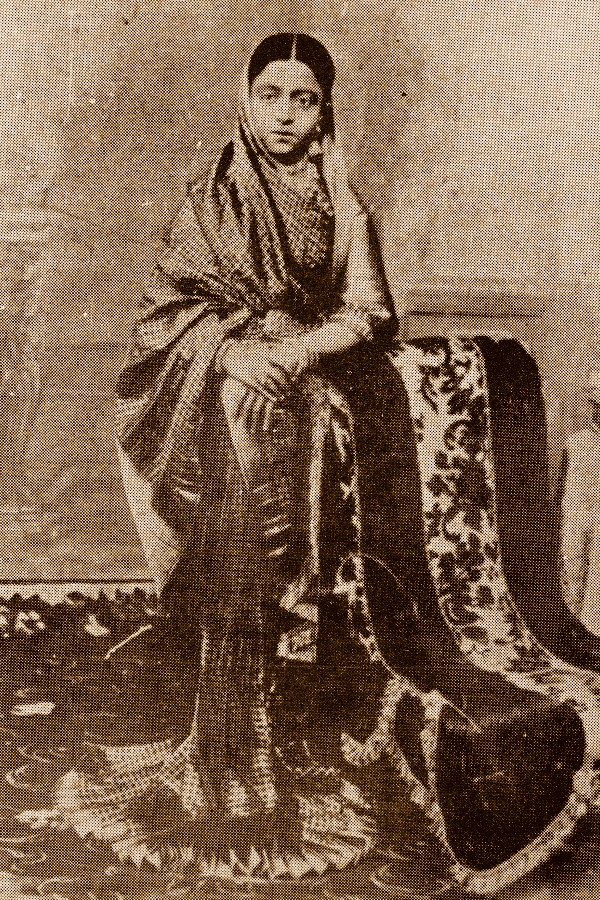
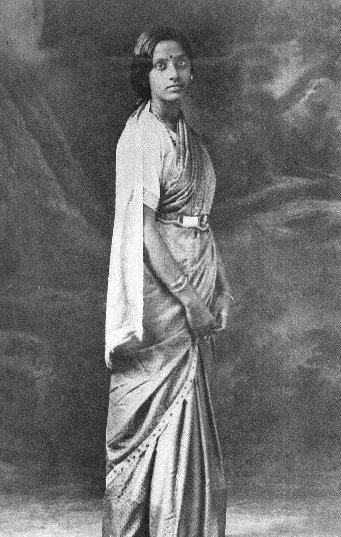
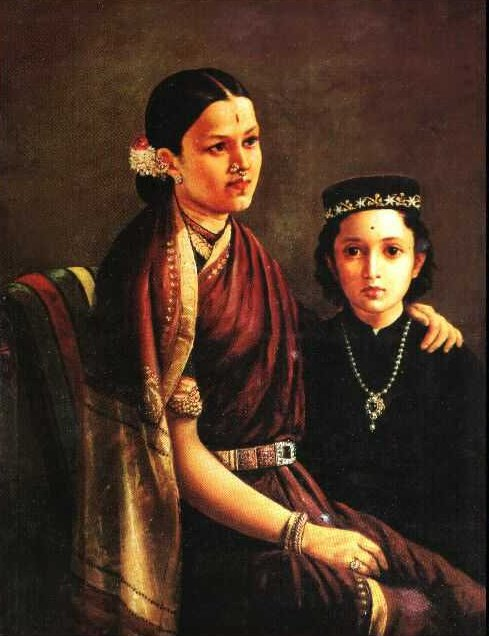
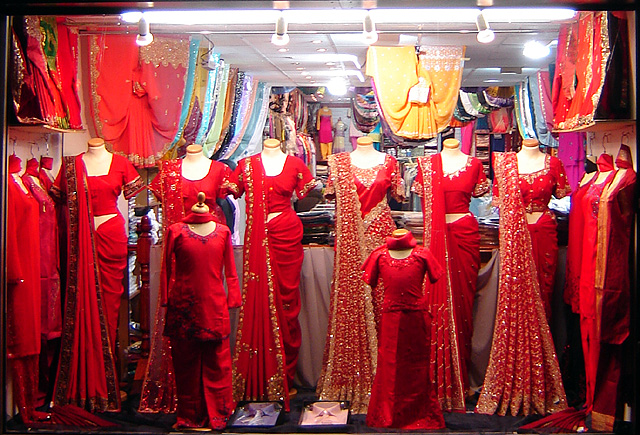
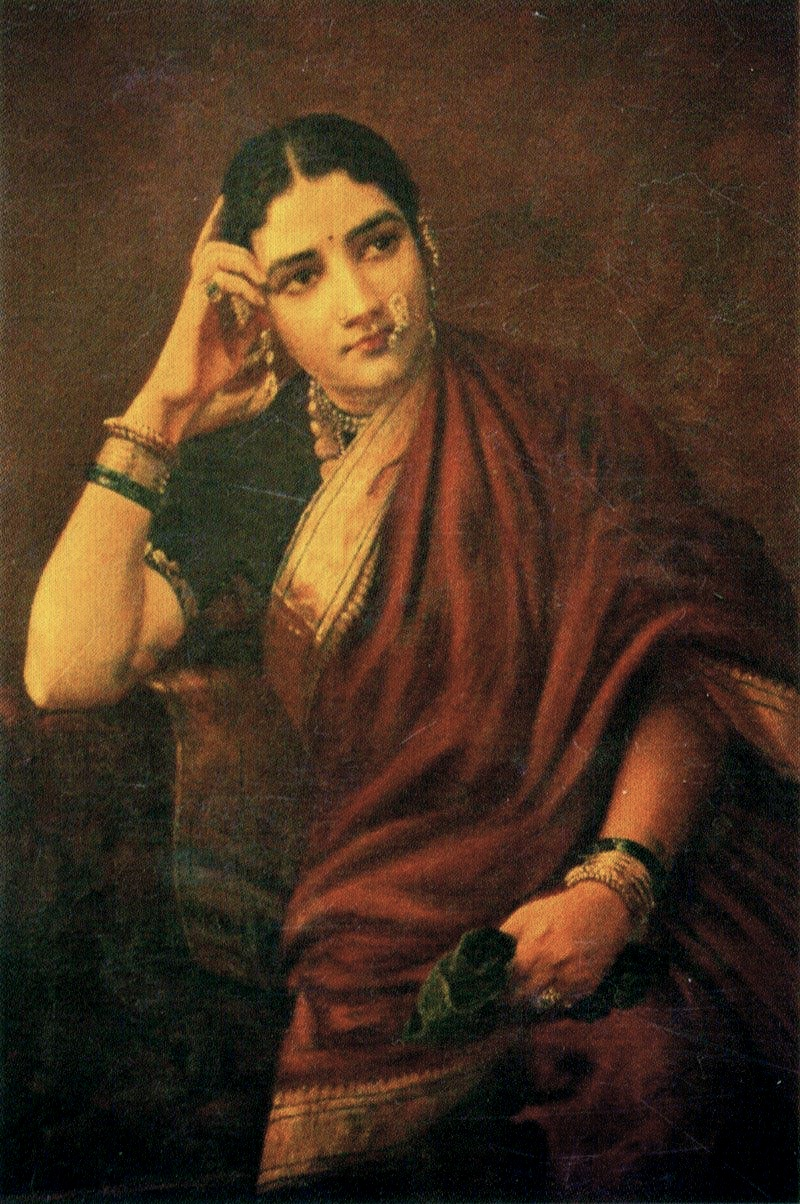
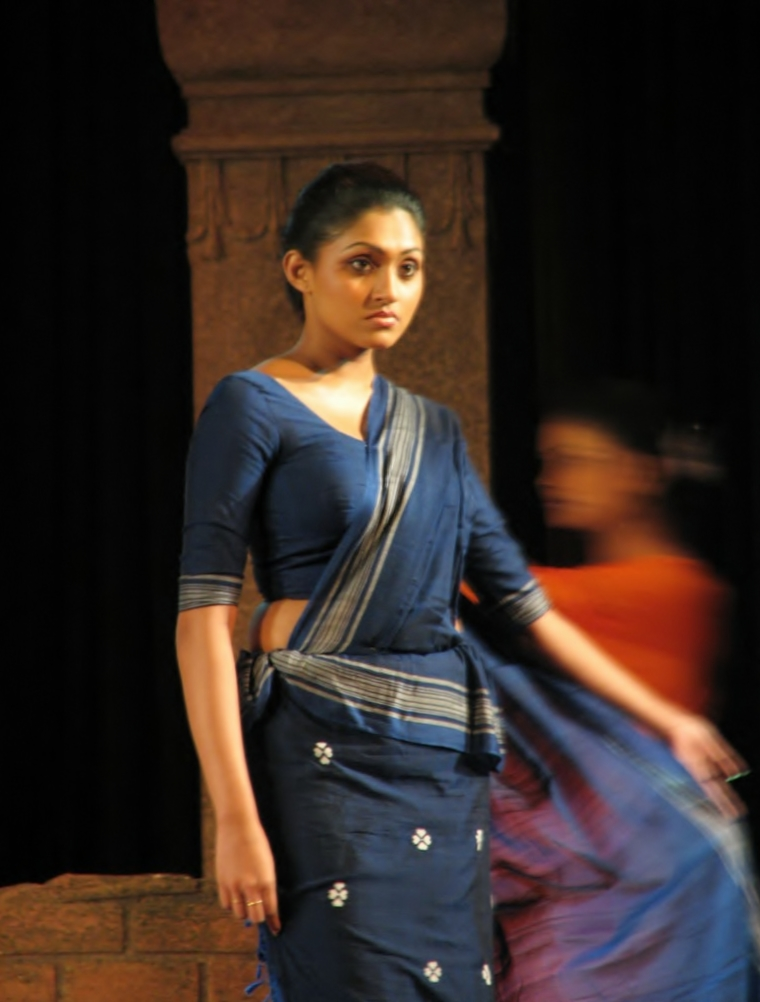